# James Ashton (Polospieler)
James William Ashton (* Januar 1941 in Australien; † 14. Februar 2010 in Pattaya, Thailand) war ein australischer Polospieler.
Ashton stammt aus einer Familie, die sich dem Polosport seit 1930 verschrieben hat. Sein Vater, James Ashton Senior, und seine drei Onkels zogen mit dem Schiff nach England, um als Außenseiter die besten Polospieler Großbritanniens zu schlagen.
Ashton vertrat Australien bei zwei Poloweltmeisterschaften. Am 23. November 2009 übernahm er auf der FIP-Hauptversammlung in Buenos Aires die Interimspräsidentschaft des Polo-Weltverbandes als Nachfolger von Patrick Guerrand-Hermès. Er war maßgeblich an der Organisation des Polo World Cups in Melbourne im Jahre 2001 beteiligt und half dem verstorbenen Medienmagnaten Kerry Packer beim Planen von Poloveranstaltungen.
Er engagierte sich zudem bei der Hilfsorganisation Ronals McDonald House und Riding for the Disabled.
Am 14. Februar 2010 starb James Ashton nach einem Sturz während eines Polospiels in Bangkok, Thailand.
1966 heiratete er Susan Kirkby, mit der er die Zwillingssöhne Jamie und Andrew sowie drei Töchter hatte. Jamie starb im Jahr 1994 durch einen Verkehrsunfall.
Die Familie besitzt den Millamolong Polo Club westlich von Bathurst, den berühmtesten Poloclub Australiens und einen der größten Country-Clubs der Welt.
Die Anlage, die über ein eigenes Full-Size-Polo-Feld und Clubhaus verfügt, beherbergt über die Sommermonate viele nationale und internationale Turniere. Dazu gehören der Jamie Ashton Memorial Cup und das Will Ashton Memorial Ladies Tournament.